# Даймонд Тур
Даймонд Тур (англ. Diamond Tour или англ. Flanders Diamond Tour) — шоссейная однодневная велогонка, проходящая по территории Бельгии с 2014 года.

## История
Гонка была создана 2014 и сразу вошла в Женский мировой шоссейный календарь UCI.
В 2020 году гонка была отменена из-за пандемии COVID-19.
Старт и финиш гонки расположен в Нейлене провинции Антверпен. Сам маршрут представляет собой круг длинною чуть больше 10 км, включающий два или три брусчатых участков, и проходящий через Кессель и Бевель. Всего круг преодолевают около 10 раз. Общая протяжённость дистанции составляет в районе 140 км.

## Призёры
| Год  | Победитель         | Второй             | Третий              |          |
| ---- | ------------------ | ------------------ | ------------------- | -------- |
| 2014 | Жольен Д'Ор        | Беатрис Бартеллони | Келли Дрёйтс        |          |
| 2015 | Жольен Д'Ор        | Келли Дрёйтс       | Лиза Бреннауэр      |          |
| 2016 | Жольен Д'Ор        | Кристине Маерус    | Моник ван дер Рее   |          |
| 2017 | Нина Кесслер       | Моник ван дер Рее  | Кьяра Консонни      |          |
| 2018 | Джейн ван дер Меер | Катрин Швайнбергер | Кьяра Консонни      |          |
| 2019 | Лорена Вибес       | Элиза Бальзамо     | Лотте Копеки        |          |
| 2020 | отменено           | отменено           | отменено            | отменено |
| 2021 | Лорена Вибес       | Кьяра Консонни     | Эмбер ван дер Хюлст |          |
| 2022 | Кьяра Консонни     | Марта Трёйен       | Джорджия Дэнфорд    |          |
| 2023 | Жюли Де Вилде      | Катрин Швайнбергер | Катрин Де Клерк     |          |
| 2024 | Кьяра Консонни     | Аннина Ахтосало    | Катрин Швайнбергер  |          |
| 2025 | отменено           | отменено           | отменено            | отменено |